# Willem Petrus Jacobus Duval Slothouwer
Willem Petrus Jacobus Duval Slothouwer (Utrecht, 28 maart 1883 – Haarlem, 4 oktober 1970) was een Nederlands politicus.

## Leven en werk
Duval Slothouwer werd geboren als zoon van dominee Anne Hobbes Duval Slothouwer (1838-1893). Na volontair te zijn geweest in Lochem, werd hij op 18 december 1914 tijdelijk ambtenaar ter secretarie in Heerde tegen een maandsalaris van ƒ 50. Eind augustus 1915 kreeg hij in Heerde ontslag in verband met zijn benoeming tot burgemeester van de Groningse gemeente Uithuizermeeden. In 1919 werd hij benoemd tot burgemeester van Boskoop en van 1922 tot 1 april 1947 was hij burgemeester van de Gelderse gemeente Doetinchem. Politiek behoorde hij tot de Christelijk-Historische Unie (CHU). Tijdens de Tweede Wereldoorlog werkte hij niet actief met de bezetter mee, maar hij verzette zich ook niet en kon zijn ambt dus blijven bekleden. Hij werkte onder andere mee aan Plan-Frederiks; hij gaf de ambtenaar D.J.H.W. Spanjaard opdracht om daar als adjunct-directeur te dienen. In september 1944 werd hij als burgemeester van Doetinchem vervangen door de burgemeester van Roosendaal, de NSB'er Daems. Nadat aan Duval Slothouwer eerherstel was verleend hervatte hij op 23 juli 1946 zijn werkzaamheden als burgemeester. In de periode van mei 1945 tot juli 1946 werden zijn taken als burgemeester waargenomen door H.D. Muller, die sinds 1939 loco-burgemeester was.
De Duval Slothouwerstraat, die in het noorden van Doetinchem ligt, is naar hem genoemd.
Duval Slothouwer is de overgrootvader van Thierry Duval Slothouwer, de echtgenoot van Belinda Meuldijk.